# The Trans List
Pour plus de détails, voir Fiche technique et Distribution.
The Trans List est un téléfilm documentaire américain de 2016 de Timothy Greenfield-Sanders (en) pour HBO, présentant onze personnes transgenres américaines : Buck Angel, Kylar Broadus, Caroline Cossey, Laverne Cox, Miss Major Griffin-Gracy, Caitlyn Jenner, Amos Mac (en) , Nicole Maines, Shane Ortega (en), Bamby Salcedo (en) et Alok Vaid-Menon.
Dans ce portrait de groupe documentaire, ces onze personnes transgenres partagent leurs histoires avec leurs propres mots. Le film montre l'individualité et les diverses perspectives d'activistes, d'artistes, d'athlètes, de mannequins, de stars du porno, de militaires et d'entrepreneurs. Elles racontent leurs expériences d'amour, de désir, de famille, de préjugés et de rébellion.

## Accueil
Dans sa critique de film pour The Baltimore Sun, David Zurawik observe : « Ce sont des histoires de personnes pas si célèbres dans ce film… qui résonnent le plus profondément et, par conséquent, rendent le plus efficacement possible un sens aux vies des personnes trans. […] Tant que des histoires comme celles-ci sont racontées avec éloquence à la télévision, la possibilité de compréhension, d'acceptation et de protection pour celles et ceux qui racontent ces histoires augmente considérablement. »